# Волчниковые
Во́лчниковые, или Волчея́годниковые, или Тимелеевые (лат. Thymelaeáceae) — семейство двудольных растений, входящее в порядок Мальвоцветные, включающее в себя около 50 родов и около 750 видов. Представители семейства распространены по всему земному шару, за исключением Арктики. Однако наибольшая их концентрация достигается в тропической Африке, в Юго-Восточной Азии и в Австралии. Среди представителей семейства встречаются, в основном, деревья и кустарники, реже лианы и травянистые растения.

## Биологическое описание
Преобладающее большинство волчниковых — кустарники. Но есть среди них и небольшие деревья. В тропических лесах волчниковые представлены лианами, среди которых и довольно крупные. Лиана линостома малоцветковая (Linostoma pauciflora), растущая в Юго-Восточной Азии достигает в длину 24 м. Есть среди волчниковых эрикоидные кустарники и полукустарники, особенно характерные для Южной Африки. Волчниковые могут быть и травами, в том числе однолетними, как например широко распространённая от Средиземноморья до Сибири и Средней Азии тимелея обыкновенная (Thymelaea passerina) и род диартрон (Diarthron).
Листья очерёдные, реже супротивные, цельные, цельнокрайные, очень часто овально-яйцевидные, иногда кожистые. У эрикоидных родов листья небольшие, узкие, с коротким черешком или сидячие, часто опушённые.
Цветки обычно собраны в верхушечные или пазушные бокоцветные соцветия, обычно колосовидные, кистевидные или головчатые, иногда одиночные. Многим представителям семейства свойственна каулифлория. Своеобразно выглядят головчатые соцветия у представителей рода Пимелея (Pimelea), окружённые обёрткой из прицветников, напоминающих кулёк.
Цветки чаще обоеполые, актиноморфные или изредка зигоморфные, обычно пяти-четырёхчленные. Околоцветник обычно трубчатый, образованный сросшимися листовидными чашелистиками, окрашенными обычно в белый, сиреневый или жёлтый цвет. Трубка чашеобразная, колокольчатая или цилиндрическая, с отогнутыми лопастями. У зева чашечки или несколько ниже имеются иногда лепестковидные придатки различной формы. Эти придатки обычно рассматриваются как редуцированные лепестки, но некоторыми ботаниками принимаются за выросты трубки чашечки. Тычинки в одинаковом числе с чашелистиками или их вдвое больше, иногда тычинок много, у представителей рода Пимелея (Pimelea) их всего две, иногда даже одна. Нити короткие, полностью или частично приросшие к трубке под придатками (при их наличии). У большинства представителей имеется нектарный диск. Гинецей из 2—12 плодолистиков. Столбик длинный, короткий или отсутствует. Завязь верхняя, 2—5(12)-гнёздная или чаще одногнёздная, с одним висячим семязачатком в каждом гнезде. Характерно наличие обтуратора.
|                                                                                          |  |  |  |
| Соцветие Edgeworthia chrysantha, Pimelea spicata, Pimelea spectabilis, Peddiea africana. |  |  |  |

## Практическое использование
Волчниковые имеют прочный луб, поэтому их древесина часто используется в деревообрабатывающей и бумажной промышленности. Один из видов рода Гонистилис (Gonystylus), Gonystylus bancanus, растущий в болотистых лесах Юго-Восточной Азии, даёт ценную древесину под названием «рамин». Из лыка видов рода Аквилария (Aquilaria) получают прочные волокна, идущие на изготовление верёвок и тканей. Кроме того, многие виды аквиларии обладают душистой древесиной, применяемой на Востоке для окуривания помещений при различных религиозных церемониях, а также применяются в парфюмерной промышленности. Участки красноватой благоухающей древесины находятся только на старых больных деревьях. Похожими качествами обладает древесина некоторых видов Викстрёмии (Wikstroemia), растущих в Малезии. Местные жители используют листья Викстрёмии яйцевидной (Wikstroemia ovata) и Викстрёмии Ридли (Wikstroemia ridleyi) как слабительное. Волокно многих видов волчниковых используется для изготовления лучших сортов бумаги. Среди них представители рода Эджвортия (Edgeworthia), в том числе эджвортия бумагоносная (Edgeworthia papyrifera), родов Викстрёмия (Wikstroemia), Лагетта (Lagetta) и Волчник (Daphne), в том числе Волчеягодник бумажный (Daphne papyracea).
Некоторые виды волчниковых разводят в качестве декоративных, красиво цветущих кустарников. Среди них африканский дикранолепис крупноцветковый (Dicranolepis grandiflora) и небольшой североамериканский род дирка (Dirca). Дирка болотная (Dirca palustris) замечательна не только своими красивыми соцветиями и плодами, но и чрезвычайной гибкостью веточек, которые можно завязывать в узлы. За свою гибкость этот вид получил название latherwood, что означает кожаное дерево. В декоративных целях разводят и некоторые виды волчника, примечательные своим ранним цветением и запахом цветов, напоминающим запах гиацинта.

## Роды
- Aetoxylon
- Amyxa
- Aquilaria — Аквилария
- Arnhemia
- Basutica
- Craspedostoma
- Craterosiphon
- Cryptadenia
- Dais
- Daphne — Волчеягодник, или Волчник
- Daphnimorpha
- Daphnopsis
- Deltaria
- Dendrostellera
- Diarthron — Диартрон
- Dicranolepis — Дикранолепис
- Dirca — Дирка
- Drapetes
- Edgeworthia — Эджвортия
- Englerodaphne — Энглеродафне
- Enkleia
- Eriosolena
- Funifera
- Gnidia
- Gonystylus — Гонистилис
- Goodallia
- Gyrinops
- Jedda
- Kelleria — Келлерия
- Lachnaea
- Lagetta — Лагетта
- Lasiadenia
- Lethedon
- Linodendron
- Linostoma — Линостома
- Lophostoma
- Octolepis — Октолепис
- Oreodendron
- Ovidia
- Passerina — Пассерина
- Peddiea
- Pentathymelaea — Пентатимелия
- Phaleria — Фалерия
- Pimelea — Пимелея
- Pseudais
- Restella
- Rhamnoneuron
- Schoenobiblus
- Solmsia
- Stellera — Стеллера
- Stelleropsis — Стеллеропсис
- Stephanodaphne
- Struthiola
- Synandrodaphne
- Synaptolepis
- Tepuianthus
- Thecanthes
- Thymelaea — Тимелеяtypus
- Wikstroemia — Викстрёмия